# Вусачик-карілія дівочий
Самоцвітик дівочий (лат. Carilia virginea, Linnaeus, 1758) — вид жуків з родини Скрипунових.

## Поширення
C. virginea – належить до групи гірських бореально-альпійських видів у складі європейсько-сибірського зоогеографічного комплексу. 
В Україні Самоцвітик дівочий поширений у Карпатах і спорадично трапляється на Поліссі.

## Екологія
C. virginea – масовий для хвойних лісових екосистем вид. Імаго зустрічається на квітах гадючника в’язолистого, арункусу звичайного, арніки гірської, чемериці і цілого ряду інших рослин. Літ розпочинається в кінці травня і триває до початку вересня, з максимумом у середині липня. 

## Морфологія

### Імаго
Тіло слабо витягнене, розміром 7-12 мм. Загальне забарвлення тіла чорне. Черевце у самців темно-руде, а у самок яскраво-руде. Надкрила зелені, синьо-зелені, золотисті, сині, темно-сині або фіолетові з металічним блиском, в грубій скульптурі. Вусики тонкі, у самців заходять за половину надкрил, а у самок – ледь сягають третини надкрил. Передньоспинка зі слабким бічним горбиком. На передньоспинці іноді наявна червона пляма, або вона є цілком червоною. Така форма дуже часто трапляється у західнокарпатських популяціях, тоді як у східнокарпатських – дуже рідкісна, і виявлена у Чивчинських горах. Виріст передньогрудей, між передніми тазиками, на кінці загострений.

### Личинка
Тіло личинки плоске, голова поперечна. Наличник поперечний, верхня губа широко заокруглена, з густими щетинками. Мандибули чорні, довгі, на вершині косо зрізані. Пронотум зморшкуватий, з країв не обмежений. Ноги довгі, з коричнюватими кігтиками. Рухові мозолі черевця в дрібних гранулах, які утворюють з дорзальної сторони 4 поперечних ряди, а з вентральної – 2. 9-й терґіт черевця озброєний склеротизованим зубцем. Довжина тіла 18 мм.

## Життєвий цикл
Личинки розвиваються у слабо зітлілій деревині смереки і дуже рідко ялиці білої. Заляльковування відбувається в ґрунті. Життєвий цикл триває 2 роки. Самки відкладають від 100 до 400 яєць, невеликими групами, на поверхню або у тріщини кори. Життєвий цикл триває два роки.